# Mayo Chix
A Mayo Chix magyar női divatmárka.
Tulajdonosa az 1989-ben alakult budapesti székhelyű MAYO CHIX Magyarország Kereskedelmi Korlátolt Felelősségű Társaság. Termékeivel a kifinomult stílusú nőket és a fiatalokat célozza meg. Hazai viszonylatban a felső árkategóriába tartozik. Termékkörük a női divatot a szoknyától a kabátig fedi le.
2017-ben már 60 márkabolttal és 120 viszonteladóval működött. A tervezést Magyarországon végzik mintegy 40 emberrel. Nettó árbevételük 2019-ben meghaladta az egymilliárd forintot. Három iparművész divattervezővel, két iparművész grafikussal és nyolc modellezővel dolgoznak. A ruhák nagy része Magyarországon, vidéki varrodákban készül, kivéve a farmereket és a dzsekiket, melyeket saját kínai irodájukon keresztül gyártatnak.